# Монастырская церковь (Котбус)
Монастырская церковь (нем. Klosterkirche) — церковь на северо-западе района Альтштадт города Котбус, также известная как «вендская церковь» (нем. wendische Kirche); кирпичное готическое здание, являющееся памятником архитектуры, было построено в XV веке и относилось к бывшему францисканскому монастырю.

## История и описание
Монастырская церковь францисканского монастыря, основанного около 1300 года, расположена в Котбусе: между улицами Клостерштрассе и Мюнцштрассе на северо-западе Старого города. После того как в результате Реформации францисканцы были вынуждены покинуть монастырь, церковь перешла под управление местной гражданской администрации: монастырская церковь, называемая также «вендской», стала приходской церковью для вендского (сорбского) населения (см. Лужичане), на языке которого проводилась служба. Сегодня храм является приходской церковью протестантской общины Котбуса.
Церковь представляет собой прямоугольное кирпичное здание длиной 55,22 метра, в юго-восточном углу которого находится башня-колокольня с квадратным сечением. Точных сведений об истории строительства исследователи, по состоянию на начало XXI века, не обнаружили. Предположительно, самая старая часть церкви — восточный фрагмент нефа — относится к началу XIV века; расширение нефа, вероятно, произошло еще в XIV веке. Сохранившиеся фрагменты крыши церкви были созданы в ходе ремонта после городского пожара 1671 года. В 1835 году старый южный портал был заложен кирпичом, а новый вход появился на западной стороне. В 1907—1908 годах состоялась перестройка храма: были установлены новые галереи, в храме появилось паровое отопление и электрическое освещение. Последняя реставрация экстерьера церкви состоялась в 1991—1992 годах.
Орган храма был создан мастером Вильгельмом Зауэром в 1908 году — это единственный сохранившийся инструмент мастера в городе. Орган прошёл реставрацию в 2000 году.